# Dennis Kempe
Dennis Kempe (Wesel, 24 giugno 1986) è un ex calciatore tedesco, di ruolo difensore.

## Biografia
È figlio di Thomas e fratello di Tobias Kempe, a loro volta calciatori.

## Palmarès

### Club

#### Competizioni nazionali
- Coppa del Liechtenstein: 1

Vaduz: 2009-2010
- 3. Liga: 1

Karlsruhe: 2012-2013